# Platypalpus paluster
Platypalpus paluster är en tvåvingeart som beskrevs av Chillcott 1962. Platypalpus paluster ingår i släktet Platypalpus och familjen puckeldansflugor. Inga underarter finns listade i Catalogue of Life.